# Bach (Miesbach)
Bach ist ein Gemeindeteil von Miesbach auf der Gemarkung Wies im oberbayerischen Landkreis Miesbach.

## Lage
Die Einöde Bach liegt am südwestlichen Stadtrand von Miesbach.

## Denkmalschutz
Der Bauernhof Poltl in Bach ist ein denkmalgeschützter zweigeschossiger Einfirsthof. Das Erdgeschoss ist gemauert, und das Obergeschoss in teilweise verbretterter Blockbauweise erstellt und mit einem Satteldach überdacht. Es ist traufseitig erschlossen und mit einem Balkon versehen.

## Bevölkerungsentwicklung
Um 1871 lebten in Bach elf Einwohner. In der Nachkriegszeit des Zweiten Weltkriegs stieg die Bevölkerungszahl auf elf Einwohner. Im Mai 1987 gab es 17 Einwohner in drei Wohngebäuden, die in fünf Wohnungen aufgeteilt waren.
| Jahr      | 1871 | 1925 | 1950 | 1970 | 1987 |
| Einwohner | 11   | 22   | 17   | 15   | 17   |